# Phryneta histrix
Phryneta histrix là một loài bọ cánh cứng trong họ Cerambycidae.